# Claus Tuchscherer
Claus-Jürgen Tuchscherer, ab 1976 Klaus-Jürgen Tuchscherer (* 14. Januar 1955 in Rodewisch) ist ein ehemaliger deutscher Nordischer Kombinierer und nach seiner Flucht aus der DDR österreichischer Skispringer.

## Leben
Der Vater ist Gottfried Tuchscherer, der als Fußballer und Wintersportler in seiner erzgebirgischen Heimatgemeinde Schönheide die SV Einheit Schönheide mit aufbaute. Er war Schanzenrekordler auf der 1965 abgebrochenen Wilzschhausschanze in Schönheide mit einem Sprung auf 50 m.
Claus Tuchscherer kam als Dreizehnjähriger zur Kinder- und Jugendsportschule Klingenthal und gehörte später dem SC Dynamo Klingenthal an, wo er von Gotthard Trommler trainiert wurde. Er erreichte bei den Olympischen Winterspielen 1976 in Innsbruck den 5. Platz in der Nordischen Kombination. Am letzten Wettkampftag flüchtete er mit einem Taxi gemeinsam mit seiner damals 17-jährigen österreichischen Freundin Anna Steinbauer nach Bischofshofen. Das Ministerium für Staatssicherheit versuchte daraufhin, ihn von einer Rückkehr in die DDR zu überzeugen. Tuchscherer kehrte mit seiner Lebensgefährtin in die DDR zurück und beantragte offiziell die Ausreise. Diese wurde durch das Ministerium für Staatssicherheit nach einigen Wochen auch genehmigt, was westliche Medien zu Spekulationen über Sportspionage veranlasste, die ebenso von einigen Vertretern des ÖSV kamen. Tuchscherer ging zurück nach Österreich; er kam am Abend des 14. April mit seiner Freundin in der Steiermark, wo Steinbauer beheimatet war, an. Es war dies die Woche vor Ostern und er sagte, er wolle Ostern in Österreich verbringen. Er nahm die österreichische Staatsbürgerschaft an und wechselte von der Nordischen Kombination zum Skispringen. Nach seinem Wechsel schrieb er seinen Namen offiziell Klaus Tuchscherer.
Sein erstes Springen für Österreich absolvierte er bereits am 30. Dezember 1976 beim Auftakt zur Vierschanzentournee 1976/77 in Oberstdorf. Am 6. Januar sprang er in Bischofshofen erstmals mit Platz 5 in die Top 10. Dieses Ergebnis konnte er erst am 30. Dezember 1978 in Oberstdorf übertreffen, wo er Vierter wurde. Zuvor hatte er bei der Nordischen Skiweltmeisterschaft 1978 in Lahti für Aufsehen gesorgt, als er im ersten Durchgang von der Großschanze seinen rechten Ski verlor und bei der Landung stürzte. Dabei zog er sich eine Wirbelsäulenkrümmung zu. Trotzdem sprang er auch den zweiten Durchgang, konnte jedoch wegen des Sturzes im ersten kein nennenswertes Ergebnis mehr erzielen. Tuchscherer gehörte zum Nationalkader für den neu geschaffenen Skisprung-Weltcup. Bereits im ersten Springen am 30. Dezember 1979 in Oberstdorf konnte er dabei mit Platz 15 in die Punkteränge springen. Am 20. Januar 1980 konnte er im kanadischen Thunder Bay die Platzierung von Oberstdorf 1978 wiederholen und wurde erneut Vierter. Es folgten zwei Jahre mit – bis auf 3 Ausnahmen – ausschließlich Platzierungen in den Top 20. Nach dem Springen am 24. Januar 1982 in Thunder Bay, wo er nochmals Siebter wurde, beendete er im Alter von 26 Jahren seine aktive Springerkarriere.
Nach dem Ende der Tätigkeit als Berufssportler wirkte Tuchscherer als Sozialarbeiter in der Stadtverwaltung Innsbruck.
Im Rahmen des DDR-Zwangsdoping-Systems („Staatsplanthema 14.25“) der DDR wurde auch Tuchscherer mit Oral-Turinabol gedopt. Das Ministerium für Staatssicherheit bearbeitete Tuchscherer im „Zentralen Operativen Vorgang (ZOV) Sportverräter“ und überwachte Tuchscherer noch bis zur Stasi-Auflösung 1989. Tuchscherer bezeichnete sich in einem von ihm 2014 unterzeichneten Aufruf selbst als Dopingopfer.

## Weltcup-Platzierungen
| Saison  | Platz | Punkte |
| ------- | ----- | ------ |
| 1979/80 | 23.   | 49     |
| 1980/81 | 22.   | 40     |
| 1981/82 | 46.   | 45     |